# 5-ös villamos (Debrecen)
A debreceni 5-ös jelzésű villamos az Aranybika Szálló és Nyulas között közlekedett 1973. szeptember 30-ig. A járatot a DKV üzemeltette. Pótlására a 28-as buszt indították be.

## Története
Első szakasza az Arany Bika fogadó és a Baromfivásártér között nyílt meg, akkor még lóvontatással. Később ezt bővítették a Böszörményi úton át Nyulasig. 1911-ben villamosították. 1973. szeptember 30-án zárták be.

## Útvonala
Az Arany Bika fogadó elől, majd később a Hatvan utcáról indult és eleinte a Baromfivásártérig (a mai Nyugati utca), majd a Böszörményi úton át Nyulasig haladt.

## 5A
A 20-as, 30-as években létezett egy 5A vonal mely a Hortobágy malomig közlekedett.

## Kapcsolata más vonalakkal
A Kossuth téren az Arany Bika szálló előtt közvetlen vágánykapcsolattal rendelkezett az 1-es villamosvonalhoz.
1906 és 1950 között a Baromfivásártér és Nyulas közötti szakaszát a Debrecen-Nyírbátori HÉV is használta. Nyulasi szakaszán túl egy nem villamosított vágánykapcsolattal rendelkezett a későbbi 7-es villamos felé. (Ezen haladt a HÉV).